# William Lawies Jackson
William Lawies Jackson, 1. baron Allerton (ur. 16 lutego 1840 w Otley, zm. 4 kwietnia 1917 w Londynie) – brytyjski polityk, członek Partii Konserwatywnej, minister w drugim rządzie lorda Salisbury’ego.

## Życiorys
Wykształcenie odebrał w Moravian School. W 1880 r. został wybrany do Izby Gmin jako reprezentant okręgu Leeds. Od 1885 r. reprezentował okręg wyborczy Leeds North. W latach 1885–1886 i 1886–1891 był finansowym sekretarzem skarbu. W 1890 r. został członkiem Tajnej Rady. W latach 1891–1892 był członkiem gabinetu jako główny sekretarz Irlandii.
Był przewodniczącym Great Northern Railway. W 1902 r. otrzymał tytuł 1. barona Allerton i zasiadł w Izbie Lordów. Zmarł w 1917 r. Tytuł parowski odziedziczył jego syn, George.